# Owipor
Owipor (łac. oviporus, ooporus) – otwór płciowy w ciele zwierząt, przez który składane są jaja, niezależny od otworu kopulacyjnego.
Występuje u różnych grup stawonogów i niektórych płazińców. Wśród owadów owipor mają samice pluskwiaków z rodzin cykadowatych i dziubałkowatych, niektóre chrząszcze oraz większość motyli. U tych ostatnich w dwóch grupach – Exoporia i Ditrysia – pojawiły się niezależnie trzy odrębne otwory: kopulacyjny (zwany ostium), owipor i odbyt. U Exoporia owipor położony jest blisko otworu kopulacyjnego i nasienie przekazywane jest zewnętrznie poprzez bruzdę nasienną. U Ditrysia dwie części układu rozrodczego łączy wewnętrzny przewód nasienny, a ostium i owipor są od siebie oddalone i leżą na różnych segmentach odwłoka. Ponadto owipor występuje u wielu szczękoczułkowców, np. niektórych roztoczy.